# Trường Cao đẳng Công nghệ và Thương mại Hà Nội
Trường Cao đẳng Công nghệ và Thương mại Hà Nội được thành lập vào năm 2007 theo Quyết định số 7273/QĐ-BGDĐT ngày 13/11/2007 của Bộ trưởng Bộ Giáo dục và Đào tạo.Trường có trụ sở chính tại thành phố Hà Nội. 
Trường hiện đang đào tạo 29 ngành, nghề hệ cao đẳng và trên 20 ngành nghề hệ Trung cấp. Đã có trên 20.000 sinh viên tốt nghiệp ngôi trường này. Trường được xây dựng trên diện tích hơn 5ha tại thành phố Hà Nội.

## Các hệ đào tạo

### Cao đẳng  chính quy từ 2- 2,5 năm
- Kế toán
  - Kế toán
  - Kế toán doanh nghiệp
- Quản trị kinh doanh
  - Quản trị kinh doanh
  - Quản trị doanh nghiệp
  - Quản trị kinh doanh khách sạn
  - Quản trị chế biến món ăn
- Tài chính - Ngân hàng
- Công nghệ thông tin
- Kỹ thuật máy lạnh và điều hòa không khí.
- Kỹ thuật chế biến món ăn
- Công nghệ kỹ thuật xây dựng
  - Xây dựng công trình giao thông
  - Xây dựng dân dụng
- Công nghệ kỹ thuật Điện - Điện tử
  - Điện - Điện tử
  - Điện tử - Viễn thông
- Công tác xã hội
- Việt Nam học
  - Hướng dẫn viên du lịch
- Công nghệ kỹ thuật kiến trúc
- Công nghệ kỹ thuật điện tử truyền thông
- Điều dưỡng (đào tạo 3 năm)
- Dược (đào tạo 3 năm)
- Tiếng Hàn Quốc
- Tiếng Nhật
- Tiếng Trung
- Tiếng Anh
- Dịch vụ pháp lý
- Công nghệ ô tô
- Hàn
- Marketing

### Liên thông Cao đẳng
- Kế toán
  - Kế toán
  - Kế toán doanh nghiệp
- Quản trị kinh doanh
- Tài chính - Ngân hàng
- Công nghệ kỹ thuật xây
  - Xây dựng dân dụng
- Dược
- Điều dưỡng

### Trung cấp
- Kế toán
  - Kế toán
  - Kế toán doanh nghiệp
- Quản trị kinh doanh
- Tài chính - Ngân hàng
- Công nghệ kỹ thuật xây dựng
  - Xây dựng công trình giao thông
  - Xây dựng dân dụng
- Công nghệ phần mềm máy tính
- Nghiệp vụ nhà hàng, khách sạn
- Kỹ thuật chế biến món ăn
- Dược
- Điều dưỡng
- Y sĩ đa khoa
- Tiếng Hàn Quốc
- Công nghệ May và thời trang

### Các đơn vị trực thuộc
- Công ty cổ phần Bách nghệ Toàn Cầu (Glo-Tech xuất khẩu lao động)
- Trung tâm Y tế
- Trung tâm dạy nghề lái xe Đông Đô

### Các câu lạc bộ, hội, nhóm Sinh viên
- Đội Sinh viên tình nguyện
- Đội vận động hiến máu nhân đạo
- Sinh viên trung tâm Thực hành ngành
- Câu lạc bộ Dance Sport
- Câu lạc bộ Ngoại ngữ
- Câu lạc bộ thể thao: Bóng đá, bóng chuyền...